# 二上耀
二上 耀（ふたがみ ひかる、1999年4月13日 - ）は、福井県福井市出身のプロバスケットボール選手。B.LEAGUE・千葉ジェッツふなばし所属。ポジションはシューティングガード。

## 来歴
北陸高校から筑波大学に進み、4年時の全日本大学選手権で筑波大学を3位に導き、優秀選手賞を獲得した。
2021年12月14日、千葉ジェッツと特別指定選手契約。
Bリーグ 2021-22で11試合に出場し、平均1.7得点を記録した。
Bリーグ 2022-23で20試合に出場し、平均2.7得点を記録した。
Bリーグ 2023-24で11試合に出場し、平均5.1得点を記録した。2023年12月4日の島根スサノオマジック戦で左膝前十字靭帯断裂・内側側副靱帯損傷・外側半月板損傷などの重傷を負って、シーズン中の復帰は絶望的となった。